# Municipio de Kingsville (Ohio)
El municipio de Kingsville (en inglés: Kingsville Township) es un municipio ubicado en el condado de Ashtabula en el estado estadounidense de Ohio. En el año 2010 tenía una población de 1766 habitantes y una densidad poblacional de 52,94 personas por km².

## Geografía
El municipio de Kingsville se encuentra ubicado en las coordenadas 41°53′12″N 80°39′44″O / 41.88667, -80.66222. Según la Oficina del Censo de los Estados Unidos, el municipio tiene una superficie total de 33.36 km², de la cual 33.2 km² corresponden a tierra firme y (0.47%) 0.16 km² es agua.

## Demografía
Según el censo de 2010, había 1766 personas residiendo en el municipio de Kingsville. La densidad de población era de 52,94 hab./km². De los 1766 habitantes, el municipio de Kingsville estaba compuesto por el 96.26% blancos, el 1.47% eran afroamericanos, el 0.17% eran amerindios, el 0.68% eran asiáticos, el 0.06% eran isleños del Pacífico, el 0.06% eran de otras razas y el 1.3% pertenecían a dos o más razas. Del total de la población el 0.68% eran hispanos o latinos de cualquier raza.